# 内田侑希
内田 侑希（うちだ ゆき、1995年〈平成7年〉12月8日 - ）は、日本のタレント。ノースプロダクション所属。2020年から2023年にかけては、ウェザーニューズ所属の気象キャスターとしても活躍した。

## 来歴
1995年12月8日、福岡県に生まれる。
2014年3月、福岡海星女子学院高等学校卒業。同年4月、上智大学総合グローバル学部総合グローバル学科入学。大学ではボランティア団体「本当のガーナチョコレートを作るプロジェクト」に所属し、日本とガーナを拠点に活動。
2017年11月、上智大学・ミスキャンパスに出場し、2017年度ミスソフィア（ミス上智）に選出される。
2018年3月、上智大学を卒業。同年4月、大学を卒業後、一般企業（金融機関）に勤務。

### 気象キャスター時代
2020年1月、気象情報会社ウェザーニューズのウェザーニュースLiVEキャスターオーディションに応募し合格。社内研修後の2020年4月5日、ウェザーニュース公式Twitterにて同期入社の武藤彩芽と共に、お披露目が行われる。その後同年4月6日、『ウェザーニュースLiVE・コーヒータイム（11:00-12:30）』を担当しキャスター初出演。4月13日、『ウェザーニュースLiVE・コーヒータイム』にてデビュー。荒天に伴い災害レベル（Mスケール2）を引き上げ担当。4月16日、『ウェザーニュースLiVE・サンシャイン』初担当。同年9月までは武藤と交替で、サンシャイン、イブニングを担当した。9月1日、『ウェザーニュースLiVE・アフタヌーン』初担当。荒天に伴い災害レベル（Mスケール2）を引き上げ担当。9月19日、『ウェザーニュースLiVE・イブニング』初担当。同月18日に放送された『特集ウェザーニュースLiVE』により、内田が18時30分までを担当。20時00分までの担当はこの日が初となる。
2021年7月5日、『ウェザーニュースLiVE・モーニング』初担当。同時に、BSフジの早朝気象番組『BSフジ×ウェザーニュース』初担当となる。
2023年3月25日、『ウェザーニュースLiVE・コーヒータイム』番組内にて、ウェザーニューズを退職することを発表。同年3月31日、『ウェザーニュースLiVE・アフタヌーン』をもってウェザーニュースLiVEを卒業、ウェザーニューズを退職した。
退職後間もない2023年4月、かねてより関心があったという洋裁やファッションの勉強をするために文化服装学院に入学。翌2024年の3月に卒業した。この期間は一旦仕事を離れて学業に専念しており、内田本人も「充電期間」と語っている。

### タレント時代
2024年5月、ノースプロダクションに所属し、約1年ぶりに仕事を再開することが発表された。
2025年4月18日、結婚したことを発表。

## 人物
- 身長156cm。血液型O型[3]。星座はいて座。
- 愛称は「ゆっきー」[14]。
- 兄弟はおらず一人っ子[15]。
- 視力が悪いため出演時はコンタクトレンズを付けている。休日はメガネを掛けていることが多い[16]。
- 名前の由来について【侑】の訓読がすす（める）であることから、「希望に向かって突き進むような人になってほしい」という思いを込めて名付けられた[17][注釈 1]。
- 特技はピアノ。幼少期から習っており絶対音感がある。中学在学中は吹奏楽部に所属しトランペットを担当していた[18]。
- 好きな女性有名人は長谷川潤[4]。
- 好きなタレントはメイプル超合金[4]。
- 好きな作曲家はクロード・アシル・ドビュッシー[18]。
- 好きな動物は牛[1][19]。
- 座右の銘は「人間万事塞翁が馬」[4]。
- 趣味はスポーツ観戦・旅行で、福岡出身かつ学生時代に福岡ドームにて売り子のアルバイトをしていた経緯から、野球では福岡ソフトバンクホークスのファンである[20]。また刺激的で非日常を味わえるとして、東南アジアやアフリカに旅行に行くのが好きとのこと[2]。
- 高校時代ニュージーランドに1年、大学時代フィリピンに1学期間留学経験がある[21]。
- 所持資格は英検準1級[3]、普通自動車免許[22]、ファイナンシャル・プランナー3級[23]。
- 裁縫が得意で、これまでパーカーやルームシューズなどの服や小物を趣味で作っている[24]。手先が器用で、番組内でも１cm程の折り紙の兜を作り、視聴者を驚かせていた[25]。
- 学生時代にお好み焼・鉄板焼屋[26][注釈 2]、ビールの売り子などのアルバイトをしていた[27]。
- 虫があまり好きではなく、中でも蝉やアゲハ蝶などの柄の多い虫が大嫌い[28]。
- 好きな食べ物はケンズカフェのガトーショコラ[29]、みかん（紅まどんな）[30]、明治「ヤンヤンつけぼー」[31]。

## 出演

### ウェザーニュースLiVE
- ウェザーニュースLiVE・モーニング - 2021年7月5日 - 2023年3月14日
- BSフジ×ウェザーニュース（5時-5時30分） - 2021年7月5日 - 2023年3月14日
- ウェザーニュースLiVE・サンシャイン - 2020年4月16日 - 2023年3月12日
- ウェザーニュースLiVE・コーヒータイム - 2020年4月13日 - 2023年3月25日
- ウェザーニュースLiVE・アフタヌーン - 2020年9月1日 - 2023年3月31日
- ウェザーニュースLiVE・イブニング - 2020年9月19日 -

### バラエティ・その他
- 週刊さんまとマツコ（2022年1月16日 - TBS） - ウェザーニューズの人気お天気キャスターとして檜山沙耶、武藤彩芽と出演[32]。
- BS12 プロ野球中継（2022年8月9日 - ワールド・ハイビジョン・チャンネル） - 千葉ロッテ対福岡ソフトバンク戦（ZOZOマリン）。副音声でゲスト出演。
- お天気キャスターの気になるアレこれ（2022年10月26日 - KDDI） - auスマートパスプレミアム（KDDI）との共同企画。千葉県富津市のマザー牧場を訪問[33]。
- J-WAVE「INNOVATION WORLD」（2024年6月28日）